# Mathinna
Mathinna (c. 1835-1852) fue una niña aborigen de Tasmania, que fue adoptada y luego abandonada por el gobernador de Tasmania, Sir John Franklin.
Mathinna nació como Mary en la isla Flinders, Tasmania, hija del jefe de la tribu Lowreenne, Towgerer, y su esposa Wongerneep, pero la tribu fue capturada por George Augustus Robinson, el Jefe Protector de los Aborígenes, en 1833. Mary pasó a llamarse Mathinna cuando tenía unos seis años.
En 1837, Sir John Franklin fue nombrado vicegobernador de la Tierra de Van Diemen por un período de cuatro años. Fue durante este tiempo que Sir John Franklin y su esposa, Lady Jane Franklin, solicitaron un niño o una niña aborigen. Mathinna fue enviada a Hobart para vivir con los Franklin aunque no era huérfana. Mathinna se crio con la hija de Sir John, Eleanor.
Un fragmento de una carta escrita por Mathinna revela la tristeza que sentía en su nueva situación.
Cuando Franklin fue reclamado desde Inglaterra, dejaron a Mathinna en la Queen's Orphan School en Hobart en 1843. A sus ocho años le resultó difícil adaptarse a su nuevo entorno. Fue enviada de regreso a la isla Flinders un año después, y de nuevo enviada de regreso a la Queen's Orphan School. En 1851, cuando tenía unos 16 años, regresó al asentamiento aborigen de Oyster Cove, al oeste de Hobart.
Se ahogó, según un relato, en un charco mientras estaba borracha el 1 de septiembre de 1852. Tenía 17 o 18 años.
Se cree que Mathinna fue enterrada en el cementerio aborigen de Oyster Cove y es probable que se encuentre entre los restos exhumados en 1907 y llevados a la Universidad de Melbourne. Tras una campaña del Centro Aborigen de Tasmania, todos los restos de Oyster Cove fueron devueltos e incinerados en una ceremonia de cuatro días en 1985.
La ciudad de Mathinna en Tasmania lleva su nombre, al igual que el hongo Entoloma mathinnae.

## Representaciones culturales de Mathinna
La vida de Mathinna ha inspirado o sido mencionada en varias obras literarias y dramáticas:
- 1954: Mathinna, una producción de ballet de Laurel Martyn, una de las primeras obras realizadas en Australia sobre temas australianos.[5]
- 1967: Libro de ficción histórica para niños titulado Mathinna's People de Nan Chauncy.
- 2000: Audiodrama radiofónico (BBC, ABC) In Her Father's House, de Carmel Bird.
- 2005: Lady Franklin's Revenge, de Ken McGoogan, una obra de no ficción sobre la esposa de John Franklin.[1]
- Obra de 2008 titulada Mathinna coreografiada por Stephen Page para el Bangarra Dance Theatre,[6] inspirada en la obra de Laurel Martyn.
- 2008: Novela titulada Wanting de Richard Flanagan.
- 2020: Novela titulada The exiles de Christina Baker Kline.